# Resorcinol
El resorcinol o benceno-1,3-diol es un sólido incoloro, soluble en agua con reacción ligeramente ácida.Se trata de un reductor leve.

## Datos fisicoquímicos
Punto de fusión: 110 °C
Punto de ebullición: 281 °C; (178 °C (16 mm Hg))
Solubilidad en agua: 123 g/100 ml a 20 °C
Primer constante de acidez: 10-10 mol/l

## Síntesis
El resorcinol se obtiene a partir del fenil-m-dibencensulfónico (C6H4(SO3H)2) fundiéndolo con soda cáustica. Como subproducto se forma sulfito sódico:
C6H4(SO3H)2 + 4 NaOH -> C6H4(OH)2 + 2 Na2SO3
Además se obtienen en la destilación de resinas naturales (de allí su nombre).

## Aplicaciones
El resorcinol es producto de partida de diversos productos, desde fármacos hasta colorantes como la Fluoresceína (que debe una parte de su nombre a este compuesto). Además se utiliza como antiséptico dermal.
La mayor parte sin embargo se utiliza para la producción de resinas artificiales. Estas se utilizan por ejemplo como adherentes entre el tejido de acero y la goma en la producción de los neumáticos.

## Reactividad
El resorcinol comparte muchas características con el fenol. Se desprotona con facilidad. Sin embargo es mucho más importante la forma diceto tautomérica. Así con anhidruro acético se forman ésteres con los grupos hidroxi mientras que con hidroxilamina se froman dioximas con la forma diceto.
El resorcinol reacciona con amalgama de sodio hidrogenándose para dar ciclohexan-1,3-diona.
También reacciona con acetoacetato de etilo en medio ácido, obteniéndose la β-metilumbeliferona (7-hidroxi-4-metilcumarina).

## Analítica
Con disoluciones de sales de hierro (III) da una coloración violeta.
Al calentar reduce una disolución de sales de plata amoniacal para dar plata elemental.
Si se calienta resorcinol junto con sacarina y se le añade ácido sulfúrico y después de haberse enfriado el tubo de reacción se diluye y se agrega hidróxido de sodio se obtiene una solución con intensa fluorescencia verde (reacción de Börnstein).